# レゴン

## 歴史
レゴンは「ガムラン伴奏による舞踊芸術」を意味する合成語で、そもそもは少年たちが女装で踊る宮廷舞踊を指していた。その後、バリではオランダ植民地時代のクビヤールの流行時にサンヒャン・ドゥダリ（憑依舞踊）の特徴が取り入れられ、今日見られるようなレゴン（レゴン・クラトン）の舞踊様式が成立した。

## レゴンの種類

### レゴン・ラッサム
ラッサム王の物語。レゴン・ラッサムは、通常のレゴンにチョンドン（女官、侍女）が加わり、3人の少女によって踊られる。

### レゴン・クンティール
『ラーマヤーナ』のスバリとスグリワの物語をベースに、熟達した踊り子によって踊られる。

### レゴン・ジョボグ
『ラーマヤーナ』のスバリとスグリワの物語のなかでも2人の戦いをベースに、やはり熟練した踊り子によって踊られる。

### レゴン・スマラダナ
愛の神・スマラとその妻である月の女神・ラティを題材にした物語。最後には、魔女ランダが現れる。